# Bunkierka

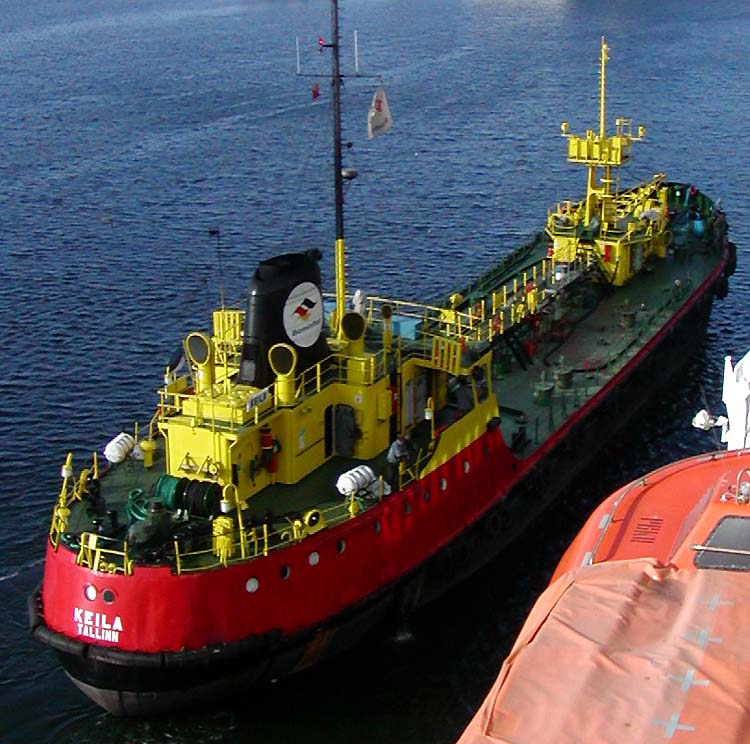
Bunkierka

Bunkierka – niewielki zbiornikowiec lub barka zaopatrująca statki (okręty) w paliwo ciekłe, rzadziej wodę kotłową. Wyposażony jest w urządzenia do przeładunku cieczy: pompy, węże o dużych przekrojach na specjalnych wysięgnikach pozwalające na podanie paliwa na jednostkę zaopatrywaną. Swoje zadania realizuje na redzie w portach oraz na pełnym morzu.